# Stade Jules-Deschaseaux
Stade Jules-Deschaseaux – stadion piłkarski w Hawrze, we Francji. Został otwarty 28 czerwca 1931 roku. Może pomieścić 16 382 widzów. W latach 1971–2012 swoje spotkania rozgrywali na nim piłkarze klubu Le Havre AC. Stadion był także jedną z aren piłkarskich Mistrzostw Świata 1938.
Budowę obiektu rozpoczęto w 1929 roku, a inauguracja miała miejsce 28 czerwca 1931 roku. Stadion nosił wówczas nazwę Stade Municipal (stadion miejski). 5 czerwca 1938 roku rozegrano na nim jedno ze spotkań 1/8 finału piłkarskich Mistrzostw Świata 1938 pomiędzy reprezentacjami Czechosłowacji i Holandii, zakończone zwycięstwem Czechosłowacji 3:0 (po dogrywce).
Podczas II wojny światowej, we wrześniu 1944 roku stadion ucierpiał w wyniku bombardowań. Po wojnie został odbudowany i ponownie oddany do użytku 14 stycznia 1951 roku.
W 1954 roku stadionowi nadano imię Julesa Deschaseaux. Od 1971 roku na obiekcie swoje spotkania rozgrywali piłkarze klubu Le Havre AC, którzy wcześniej występowali na Stade de la Cavée verte. Podczas sezonu 1979/1980 podjęto decyzję o rozbudowie obiektu. Prace trwały do 1988 roku, a stadion zyskał trzy nowe trybuny: wschodnią (nazwaną Harfleur), północną (Paul Langlois) i zachodnią (Kop). Po powrocie do najwyższej klasy rozgrywkowej w 1991 roku zdecydowano się także rozbudować południową trybunę, co zwiększyło pojemność obiektu do 22 000 widzów. Po instalacji krzesełek na wszystkich trybunach liczba ta zmalała do 16 382. W 2012 roku w niedużej odległości od Stade Jules-Deschaseaux otwarto zupełnie nowy stadion piłkarski, Stade Océane, na który przeniosła się drużyna Le Havre AC.